# 安傑莉卡·辛格頓·范布倫
安傑莉卡·辛格頓·范布倫（英語：Angelica Singleton Van Buren，1818年2月13日－1877年12月29日）是亞伯拉罕·范布倫的妻子、第八任美國總統馬丁·范布倫的兒媳。安傑莉卡在她丈夫的母親漢娜·范布倫逝世且總統未有續娶的情況下，代理了美國第一夫人的職務，同時是美國史上最為年輕的白宮女主人。